# Multiplex (київський кінотеатр в ТРЦ «SkyMall»)
Multiplex SkyMall — найбільший багатозальний кінотеатр у Києві та Україні, що входить до складу мережі кінотеатрів Multiplex. Відрито 17 грудня 2015 року на місці закритого кінотеатру Kronverk Cinema SkyMall.

## Основні дати
17 грудня 2015 року — відкриття.
26 червня 2020 року — зачинено, без пояснення причин.

## Опис
Загальна кількість залів — 10. Кінотеатр розрахований на більше ніж 1500 відвідувачів.

## Репертуар
Репертуар включає усі значущі фільми прокату, в тому числі мовою оригіналу з українськими субтитрами, а також широку альтернативну і фестивальну програму. В 2016 році розпочалися покази спектаклів Британського театру .